# Vlag van Bant

Vlag van Bant

De vlag van Bant werd op april 1986 door het Nederlandse dorp Bant in gebruik genomen toen Bant zijn 35e verjaardag vierde.
Aan de broekingzijde is de plaatsnaam verticaal geplaatst in zwarte letters. Onderaan heeft de vlag een groene strook met een smalle witte golvende baan. De witte baan symboliseert water. Het bruine middelste deel verwijst naar het land. Naast de letters van de plaatsnaam zijn drie zwarte maïsstengels met kolf afgebeeld. Het blauwe veld verwijst naar de lucht. Hierin is een zwart silhouet van een kiekendief te zien, het symbool voor de provincie Flevoland.
Bant
· Biddinghuizen
· Creil
· Ens
· Espel
· Luttelgeest
· Marknesse
· Nagele
· Rutten
· Tollebeek